# Liga Europea de la EHF
La Liga Europea de la EHF, originalmente denominada Copa EHF, es una competición continental de clubes europeos de balonmano, organizada por la EHF y situada en el segundo escalafón por detrás de la Liga de Campeones de la EHF.
La disputan los clubes europeos que logran clasificarse cada año, a través de sus respectivos campeonatos de liga y copas nacionales.
En 2020 cambió su nombre al actual, después de que se realizase un cambio de formato en la competición, cambiando, así, su antiguo nombre de Copa EHF.

## Historia
La competición nació en 1981, organizada inicialmente por la IHF y denominada Copa IHF, hasta la temporada 1992/93, en la que su titularidad pasa a la EHF, tomando el nombre de Copa EHF. Hasta 2012, era considerada la tercera competición a nivel continental.
A partir de la temporada 2012/13, desaparece la Recopa, colocando a este torneo como la segunda competición continental después de la Liga de Campeones de la EHF.
La unificación de estos dos torneos en la Copa EHF, reduce las competiciones continentales de clubes de élite a dos, siguiendo el patrón marcado por otros deportes como el fútbol o el baloncesto, dando como resultado un mayor nivel competitivo.

## Fases finales
| Temporada | Sedes               | Campeón              | Subcampeón             | Resultado    | Entrenador camp.      |
| --------- | ------------------- | -------------------- | ---------------------- | ------------ | --------------------- |
| 2024-25   | Hamburgo            | SG Flensburg         | Montpellier Handball   | 32-25        | Aleš Pajovič          |
| 2023-24   | Hamburgo            | SG Flensburg         | Füchse Berlin          | 36-31        |                       |
| 2022-23   | Flensburgo          | Füchse Berlin        | CB Granollers          | 36-31        | Jaron Siewert         |
| 2021-22   | Lisboa              | SL Benfica           | SC Magdeburg           | 40-39        | Chema Rodríguez       |
| 2020-21   | Mannheim            | SC Magdeburg         | Füchse Berlin          | 28-25        | Bennet Wiegert        |
| 2019-20   | Cancelada           |                      |                        |              |                       |
| 2018-19   | Kiel                | THW Kiel             | Füchse Berlin          | 26-22        | Alfreð Gíslason       |
| 2017-18   | Magdeburgo          | Füchse Berlin        | Saint-Raphaël VHB      | 28-25        | Velimir Petković      |
| 2016-17   | Göppingen           | Frisch Auf Göppingen | Füchse Berlin          | 30-22        | -                     |
| 2015-16   | Rezé                | Frisch Auf Göppingen | HBC Nantes             | 32-26        | -                     |
| 2014-15   | Berlín              | Füchse Berlin        | HSV Hamburgo           | 30-27        | Dagur Sigurðsson      |
| 2013-14   | Berlín              | SC Pick Szeged       | HB Montpellier         | 29-28        | Juan Carlos Pastor    |
| 2012-13   | Nantes              | Rhein-Neckar Löwen   | HBC Nantes             | 26-24        | Guðmundur Guðmundsson |
| 2011-12   | Dunkerque Göppingen | Frisch Auf Göppingen | Dunkerque HB           | 26-26, 34-28 | Velimir Petkovic      |
| 2010-11   |                     | Frisch Auf Göppingen | TV Großwallstadt       | 23-21 26-30  | Velimir Petkovic      |
| 2009-10   |                     | TBV Lemgo            | Kadetten Schaffhausen  | 24-18 28-30  | Volker Mudrow         |
| 2008-09   |                     | VfL Gummersbach      | RK Gorenje Velenje     | 29-28 26-22  | Sead Hasanefendić     |
| 2007-08   |                     | HSG Nordhorn         | FCK Copenhague         | 31-27 31-30  | Ola Lindgren          |
| 2006-07   |                     | SC Magdeburg         | CAI Aragón             | 30-30 31-28  | Bogdan Wenta          |
| 2005-06   |                     | TBV Lemgo            | Frisch Auf Göppingen   | 30-29 25-22  | -                     |
| 2004-05   |                     | TUSEM Essen          | SC Magdeburg           | 22-30 31-22  | -                     |
| 2003-04   |                     | THW Kiel             | BM Altea               | 32-28 27-19  | Zvonimir Serdarusic   |
| 2002-03   |                     | F.C. Barcelona       | Dynamo Astrakhan       | 23-35 33-26  | Valero Rivera         |
| 2001-02   |                     | THW Kiel             | F.C. Barcelona         | 36-29 24-28  | Zvonimir Serdarusic   |
| 2000-01   |                     | SC Magdeburg         | RK Metkovic Jambo      | 23-22 28-18  | -                     |
| 1999-00   |                     | RK Metkovic Jambo    | SG Flensburg           | 24-22 23-25  | -                     |
| 1998-99   |                     | SC Magdeburg         | BM Valladolid          | 21-25 33-22  | -                     |
| 1997-98   |                     | THW Kiel             | SG Flensburg           | 35-23 21-26  | Zvonimir Serdarusic   |
| 1996-97   |                     | SG Flensburg         | Virum Sorgenfri        | 22-25 30-17  | -                     |
| 1995-96   |                     | BM Granollers        | Shakhtar Donetsk       | 28-18 27-28  | -                     |
| 1994-95   |                     | BM Granollers        | Polyot Cheljabinsk     | 24-26 23-21  | -                     |
| 1993-94   |                     | BM Alzira Avidesa    | Linde Linz             | 23-19 22-21  | Paco Claver ´         |
| 1992-93   |                     | Teka Santander       | Bayer Dormagen         | 20-24 26-19  | -                     |
| 1991-92   |                     | SG Wallau-Massenheim | SKA Minsk              | 25-23 20-22  | -                     |
| 1990-91   |                     | Borac Banja Luka     | CSKA Moscú             | 20-15 23-24  | -                     |
| 1989-90   |                     | SKIF Krasnodar       | Proleter Zrenjanin     | 27-25 29-13  | -                     |
| 1988-89   |                     | TuRU Düsseldorf      | ASK Vorwärts Frankfurt | 17-12 15-18  | -                     |
| 1987-88   |                     | HC Minaur Baia Mare  | Granitas Kaunas        | 20-21 23-20  | -                     |
| 1986-87   | Madrid Kaunas       | Granitas Kaunas      | Atlético de Madrid     | 23-23 18-18  | -                     |
| 1985-86   |                     | Raba Vasas ETO       | Tecnisa Alicante       | 23-17 20-24  | -                     |
| 1984-85   |                     | HC Minaur Baia Mare  | ZTR Zaporiyia          | 22-17 14-18  | -                     |
| 1983-84   |                     | TV Großwallstadt     | HG Gladsaxe            | 20-19 16-15  | -                     |
| 1982-83   |                     | ZTR Zaporiyia        | IFK Karlskrona         | 22-20 23-16  | -                     |
| 1981-82   |                     | VfL Gummersbach      | Zeljeznicar Sarajevo   | 23-14        | Petre Ivănescu        |

### Palmarés por equipos
| Equipo               | Campeón | Subcampeón | Años campeón           | Años subcampeón  |
| -------------------- | ------- | ---------- | ---------------------- | ---------------- |
| SC Magdeburg         | 4       | 2          | 1999, 2001, 2007, 2021 | 2005, 2022       |
| Frisch Auf Göppingen | 4       | 1          | 2011, 2012, 2016, 2017 | 2006             |
| THW Kiel             | 4       |            | 1998, 2002, 2004, 2019 |                  |
| Füchse Berlin        | 3       | 3          | 2015, 2018, 2023       | 2019, 2021, 2024 |
| SG Flensburg         | 3       | 2          | 1997, 2024, 2025       | 1998, 2000       |
| BM Granollers        | 2       | 1          | 1995, 1996             | 2023             |
| HC Minaur Baia Mare  | 2       |            | 1985, 1988             |                  |
| VfL Gummersbach      | 2       |            | 1982, 2009             |                  |
| TBV Lemgo            | 2       |            | 2006, 2010             |                  |
| ZTR Zaporiyia        | 1       | 1          | 1983                   | 1985             |
| TV Großwallstadt     | 1       | 1          | 1984                   | 2011             |
| Granitas Kaunas      | 1       | 1          | 1987                   | 1988             |
| RK Metkovic Jambo    | 1       | 1          | 2000                   | 2001             |
| FC Barcelona         | 1       | 1          | 2003                   | 2002             |
| Raba Vasas ETO       | 1       |            | 1986                   |                  |
| TuRU Düsseldorf      | 1       |            | 1989                   |                  |
| SKIF Krasnodar       | 1       |            | 1990                   |                  |
| Borac Banja Luka     | 1       |            | 1991                   |                  |
| SG Wallau-Massenheim | 1       |            | 1992                   |                  |
| Teka Cantabria       | 1       |            | 1993                   |                  |
| BM Alzira Avidesa    | 1       |            | 1994                   |                  |
| TUSEM Essen          | 1       |            | 2005                   |                  |
| HSG Nordhorn         | 1       |            | 2008                   |                  |
| Rhein-Neckar Löwen   | 1       |            | 2013                   |                  |
| SC Pick Szeged       | 1       |            | 2014                   |                  |
| SL Benfica           | 1       |            | 2022                   |                  |

### Palmarés por países
| País                 | Campeones | Subcampeones | Finalistas |
| -------------------- | --------- | ------------ | ---------- |
| Alemania             | 27        | 13           | 40         |
| España               | 5         | 7            | 12         |
| Rumania              | 2         |              | 2          |
| Rusia                | 1         | 3            | 4          |
| Ucrania              | 1         | 2            | 3          |
| Lituania             | 1         | 1            | 2          |
| Bosnia y Herzegovina | 1         | 1            | 2          |
| Croacia              | 1         | 1            | 2          |
| Hungría              | 2         |              | 2          |
| Portugal             | 1         |              | 1          |
| Francia              |           | 5            | 3          |
| Dinamarca            |           | 3            | 3          |
| Suecia               |           | 1            | 1          |
| Serbia               |           | 1            | 1          |
| Bielorrusia          |           | 1            | 1          |
| Austria              |           | 1            | 1          |
| Eslovenia            |           | 1            | 1          |
| Suiza                |           | 1            | 1          |

### Representantes españoles
| Temp.   | Equipo 1              | Posición  | Equipo 2                | Posición   | Equipo 3                 | Posición   |
| ------- | --------------------- | --------- | ----------------------- | ---------- | ------------------------ | ---------- |
| 2017-18 | Fraikin BM Granollers | 1/8 Final | Helvetia Anaitasuna     | 1/16 Final | CBM La Rioja             | 1/32 Final |
| 2016-17 | Helvetia Anaitasuna   | 1/4 Final | Fraikin Granollers      | 1/8 Final  | Abanca Ademar León       | 1/16 Final |
| 2015-16 | Fraikin Granollers    | 3° Puesto | Helvetia Anaitasuna     | 1/8 Final  | Frigoríficos del Morrazo | 1/32 Final |
| 2014-15 | Fraikin Granollers    | 1/8 Final | Abanca Ademar León      | 1/16 Final | Bada BM Huesca           | 1/16 Final |
| 2013-14 | Reale Ademar León     | 1/8 Final | BM Aragón               | 1/16 Final | -                        | -          |
| 2012-13 | Naturhouse La Rioja   | 1/8 Final | BM Aragón               | 1/16 Final | -                        | -          |
| 2011-12 | Fraikin Granollers    | 1/8 Final | Cuatro Rayas Valladolid | 1/16 Final | -                        | -          |
| 2010-11 | Naturhouse La Rioja   | 1/2 Final | Reale Ademar León       | 1/4 Final  | -                        | -          |
| 2009-10 | Naturhouse La Rioja   | 1/2 Final | CAI Aragón              | 1/4 Final  | -                        | -          |
| 2008-09 | CAI Aragón            | 1/2 Final | JD Arrate               | 1/4 Final  | -                        | -          |
| 2007-08 | CAI Aragón            | 1/2 Final | BM Granollers           | 1/8 Final  | -                        | -          |
| 2006-07 | CAI Aragón            | Final     | Bidasoa Irún            | 1/4 Final  | -                        | -          |
| 2005-06 | Bidasoa Irún          | 1/4 Final | -                       | -          | -                        | -          |
| 2004-05 | BM Granollers         | 1/4 Final | BM Altea                | 1/16 Final | -                        | -          |
| 2003-04 | BM Altea              | Final     | CB Cantabria            | 1/4 Final  | BM Valencia              | 1/8 Final  |
| 2002-03 | FC Barcelona          | Campeón   | BM Altea                | 1/2 Final  | -                        | -          |
| 2001-02 | FC Barcelona          | Final     | BM Gáldar               | 1/2 Final  | -                        | -          |
| 2000-01 | Bidasoa Irún          | 1/2 Final | CB Cantabria            | 1/8 Final  | -                        | -          |
| 1999-00 | BM Ciudad Real        | 1/4 Final | -                       | -          | -                        | -          |
| 1998-99 | BM Valladolid         | Final     | -                       | -          | -                        | -          |
| 1997-98 | BM Valladolid         | 1/4 Final | -                       | -          | -                        | -          |
| 1996-97 | BM Granollers         | 1/2 Final | Academia Octavio        | 1/2 Final  | -                        | -          |
| 1995-96 | BM Granollers         | Campeón   | SD Teucro               | 1/16 Final | -                        | -          |
| 1994-95 | BM Granollers         | Campeón   | BM Alzira Avidesa       | 1/4 Final  | -                        | -          |
| 1993-94 | BM Alzira Avidesa     | Campeón   | Elgorriaga Bidasoa      | 1/2 Final  | -                        | -          |
| 1992-93 | Teka Santander        | Campeón   | -                       | -          | -                        | -          |
| 1991-92 | BM Alzira Avidesa     | 1/2 Final | -                       | -          | -                        | -          |
| 1990-91 | Atlético de Madrid    | 1/4 Final | -                       | -          | -                        | -          |
| 1989-90 | C.D. Cajamadrid       | 1/2 Final | -                       | -          | -                        | -          |
| 1988-89 | C.D. Cajamadrid       | 1/2 Final | -                       | -          | -                        | -          |
| 1987-88 | FC Barcelona          | 1/2 Final | -                       | -          | -                        | -          |
| 1986-87 | Atlético de Madrid    | Final     | -                       | -          | -                        | -          |
| 1985-86 | Tecnisa Alicante      | Final     | -                       | -          | -                        | -          |
| 1984-85 | Tecnisa Alicante      | 1/2 Final | -                       | -          | -                        | -          |
| 1983-84 | BM Granollers         | 1/4 Final | -                       | -          | -                        | -          |
| 1982-83 | BM Granollers         | 1/8 Final | -                       | -          | -                        | -          |